# 宮澤典友
宮澤 典友（みやざわ のりとも、1968年12月18日 - ）は、高度情報処理技術者、シビルエンジニア、日本の実業家。カウネットの代表取締役社長。

## 来歴
東京都練馬区に生まれる。実家は小売酒屋。学生時代は練馬区で過ごす。帝京大学文学部卒業。最終学歴は中央大学大学院。国際会計学修士。
1991年に飛島建設に入社。以降、コナミ、伊藤忠シェアードマネジメントを経て、2006年にアスクルに入社。執行役員として経営管理本部長、商品本部長、MRO事業本部長、BtoBイノベーション本部長、ASKUL事業本部長、ロジスティクス本部長、テクノロジー本部長、テクノロジスティクス本部長を歴任した。アスクルのCDXO、アスクルDXアカデミー学長を務め、ZホールディングスグループでAI人材を育成するZAIアカデミアではボードメンバーも務めた。
ソロエル、ASKUL Logist、アルファパーチェス、ビジネスマートの各社で取締役を歴任した。
2022年6月からコクヨに転身し、執行役員　B流通統括本部長。2022年12月から執行役員　ビジネスサプライ事業本部長及びカウネット代表取締役社長に就任。2024年10月からコクヨサプライロジスティクス取締役就任。コクヨグループデジタル人材育成機関のコクヨデジタルアカデミー学長を務める。